# Patinoire du Haras
La Salle du Haras porte le nom de la rue où elle est implantée. Elle a été inaugurée comme patinoire en 1982.
Elle était la résidence du club de hockey sur glace des Ducs d'Angers jusqu'à la fin de la saison 2018-2019. Une nouvelle patinoire, l'IceParc d'une capacité minimum de 2500 places flexible à 3500 places situé sur la ZAC Saint Serge l'a remplacée.
Elle est désormais une salle dédiée au handball ainsi elle est désormais le lieu de résidence, d’entraînement et de match du club de handball d'Angers SCO. Homologuée par la fédération française de handball, celle-ci présente une imposante charpente surélevée et repeinte en noir, un parquet flambant neuf et des gradins circulaires dont la capacité est passée de 730 à 1260 places.